# Porites harrisoni
Porites harrisoni är en korallart som beskrevs av Veron 2002. Porites harrisoni ingår i släktet Porites och familjen Poritidae. IUCN kategoriserar arten globalt som nära hotad. Inga underarter finns listade i Catalogue of Life.